# Цибулев
Цибуле́в (укр. Цибулів) — посёлок в Уманском районе Черкасской области Украины.

## История
В XIX веке селение входило в Липовецкий уезд Киевской губернии.
Во время Великой Отечественной войны с 1941 до 1944 селение находилось под немецкой оккупацией.
Президиум Верховного Совета Украинской ССР Указом от 23 мая 1978 года постановил в целях установления единого написания на русском языке населённых пунктов уточнить наименования поселка городского типа Цыбулев и впредь именовать его — Цибулев. 
В январе 1989 года численность населения составляла 3974 человека.
В мае 1995 года Кабинет министров Украины утвердил решение о приватизации находившегося здесь завода сельскохозяйственного машиностроения.
На 1 января 2013 года численность населения составляла 3697 человек.

## Известные уроженцы
- Дзигунский, Михаил Яковлевич — Герой Советского Союза.

## Местный совет
19114, Черкасская обл., Монастырищенский р-н, пгт Цибулев, ул. Ватутина, 21